# Согара
Спортивне товариство Габонська нафтопереробна компанія або просто Согара (фр. Association Sportive Société Gabonaise des Raffinage) — професіональний габонський футбольний клуб з міста Порт-Жантіль.

## Історія
Заснований 1958. Став одним з клубів-учасників першого розіграшу Національного чемпіонату (в сезоні 1977/78 років). У сезоні 1983/84 років, який вперше проводився в системі футбольних ліг, за підсумками 3-ох матчів «Согара» вперше виграла золоті медалі. У нещодавно створеному першому дивізіоні Національного чемпіонату D1 вони закріпилися у верхній частині таблиці. У сезоні 1984/85 років вперше у ласній історії команді вдалося обіграти «105 Лібревіль» (поєдинок національного кубку). Після здобуття четвертого чемпіонського титулу команду виключили з чемпіонату, приводом до такого рішення стали фінансові порушення. У цей же період команду розформували.

## Досягнення
- Габонський національний чемпіонат Д1
  -  Чемпіон (6): 1983/84, 1988/89, 1990/91, 1991/92, 1993, 1994

- Кубок Габону
  -  Володар (1): 1985
  -  Фіналіст (1): 1984

- Суперкубок Габону
  -  Фіналіст (1): 1994

- Кубок володарів кубків КАФ
  -  Фіналіст (1): 1986

## Статистика виступів на континентальних турнірах
| Сезон | Турнір                       | Раунд      | Клуб                 | Вдома   | На виїзді | Загалом    |
| ----- | ---------------------------- | ---------- | -------------------- | ------- | --------- | ---------- |
| 1985  | Кубок африканських чемпіонів | 1          | «Тонерр» (Яунде)     | 1-0     | 1-2       | 2-2 (в.г.) |
| 1985  | Кубок африканських чемпіонів | 2          | «Вітал'О»            | 1-1     | 1-3       | 2-4        |
| 1986  | Кубок володарів кубків КАФ   | 1          | «Секонді Гасаакас»   | 3-0     | 0-1       | 3-1        |
| 1986  | Кубок володарів кубків КАФ   | 2          | Дискв.1              | Дискв.1 | Дискв.1   | Дискв.1    |
| 1986  | Кубок володарів кубків КАФ   | 1/4 фіналу | «Фоадан»             | 3-1     | 2-1       | 5-2        |
| 1986  | Кубок володарів кубків КАФ   | 1/2 фіналу | «Хаммам-Ліф»         | 3-0     | 0-0       | 3-0        |
| 1986  | Кубок володарів кубків КАФ   | Фінал      | «Аль-Аглі»           | 2-0     | 0-3       | 2-3        |
| 1990  | Кубок володарів кубків КАФ   | 1          | «Етуаль дю Конго»    | 0-2     | 0-1       | 0-3        |
| 1992  | Кубок африканських чемпіонів | 1          | «Примейру де Агошту» | 0-1     | 0-2       | 0-3        |
| 1993  | Кубок африканських чемпіонів | 1          | «Етуаль дю Конго»    | 0-0     | 0-2       | 0-2        |
| 1993  | Кубок африканських чемпіонів | 2          | «Клуб Африкен»       | 2-0     | 1-1       | 3-1        |
| 1993  | Кубок африканських чемпіонів | 1/4 фіналу | «Стешионері Сторз»   | 3-2     | 0-1       | 3-3 (в.г.) |
| 1994  | Кубок африканських чемпіонів | 1          | «Петру Атлетіку»     | 2-1     | 0-0       | 2-1        |
| 1994  | Кубок африканських чемпіонів | 2          | «Відад»              | 2-0     | 1-0       | 3-0        |
| 1994  | Кубок африканських чемпіонів | 1/4 фіналу | «Замалек»            | 2-2     | 0-1       | 2-3        |

1- У другому раунді «Согара» повинні були зустрітися з переможцем матчу між «Абіола Бейбс» з Нігерії та «Драгонс де л'Уеме» з Беніну, але обидві команди були дискваліфіковані.